# Добровић (Нова Буковица)
Добровић је насељено место у општини Нова Буковица, у славонској Подравини, Република Хрватска.

## Историја
До нове територијалне организације налазило се у саставу бивше велике општине Подравска Слатина.

### Други светски рат
У срезу Подравска Слатина порушене су православне цркве у Мединцима, Воћину, Лисичанима, Сухој Млаки, Добровићу, Новој Буковици, Подравској Слатини.

## Становништво
На попису становништва 2011. године, Добровић је имао 128 становника.
На попису становништва 2001. године, село је имало 157 становника.

### Попис 1991.
На попису становништва 1991. године, насељено место Добровић је имало 148 становника, следећег националног састава:
| Попис 1991.‍  | Попис 1991.‍  | Попис 1991.‍ | Попис 1991.‍ | Попис 1991.‍ |
| ------------ | ------------ | ----------- | ----------- | ----------- |
|              |              |             |             |             |
| Срби         | Срби         |             | 72          | 48,65%      |
| Хрвати       | Хрвати       |             | 64          | 43,25%      |
| Југословени  | Југословени  |             | 2           | 1,35%       |
| неопредељени | неопредељени |             | 5           | 3,37%       |
| регион. опр. | регион. опр. |             | 3           | 2,02%       |
| непознато    | непознато    |             | 2           | 1,35%       |
| укупно: 148  |              |             |             |             |